# Frans Xaver van Hohenzollern-Hechingen
Frans Xaver van Hohenzollern-Hechingen (Bayreuth, 18 juli 1720; Natoye, 14 maart 1765) was luitenant-veldmaarschalk (in het Duits: Feldmarschall-Leutnant) van de Rooms-Duitse keizer Frans I van Lotharingen en keizerin Maria-Theresia. Hij was tevens graaf van Hohenzollern-Hechingen, wat een prinsdom van katholieke signatuur was in het Rooms-Duitse Rijk. Dit vorstendom werd bestuurd door zijn oudere broer Jozef Frederik.

## Militaire familietraditie
Frans Xaver was zelf zoon van een Oostenrijkse maarschalk, Herman Frederik van Hohenzollern-Hechingen (1665-1733) en diens tweede echtgenote Josepha van Oettingen zu Spielberg (1694-1738), dochter van graaf Frans Albrecht. Zijn twee zonen Herman Maria en Frederik Frans gaf hij een militaire opvoeding mee in het Oostenrijks leger. In tegenstelling tot zijn vader en zijn twee zonen, is er weinig tot niets bekend over Frans Xaver op het slagveld. Vermoedelijk verbleef hij grotendeels op zijn kasteel Geulle in de Oostenrijkse Nederlanden en op Mouffrin in het prinsbisdom Luik, waar hij en zijn echtgenote talrijke landgoederen bezaten. Zijn vrouw Anna Maria Bernardina Apollonia Philippa gravin van Hoensbroeck-Geul (1729-1798) was de laatste telg uit het grafelijk huis Van Hoensbroeck-Geul. Zij bracht als bruidsschat de heerlijkheden Mouffrin en Baillonville, verkregen van haar moeder Anna Maria Julianea Felicitas barones van Zievel tot Bettenbourg, en het graafschap Geulle in. Na de dood van haar man woonde zij waarschijnlijk afwisselend op Kasteel Geulle en in de Poort van Beusdael te Wyck-Maastricht.
Drie van hun kinderen werden meerderjarig:
- Herman Maria Frederik Otto (1751-1810), die de eerste soevereine vorst van Hohenzollern-Hechingen werd (dus op dezelfde hoogte als het aartshertogdom Oostenrijk) door de laatste Reichsdeputationshauptschluss van het Rooms-Duitse Rijk (1803) en vervolgens bondgenoot werd van Napoleon in de Rijnbond (1806)[5].Ook Frederik Xavers kleinzoon, Frederik Herman Otto, trok partij voor Napoleon Bonaparte.

- Frederik Frans Xaver (1757-1844)[6] was Oostenrijks generaal in diverse veldtochten van de Rooms-Duitse keizers in de Balkan en Italië en verloor van Napoleon in de slag bij Wagram[7].

- Felicitas Theresia Caroline (1763-1834), huwde met graaf Maximiliaan–Henri Laurent de Hoen de Neufchâteau en erfde na de dood van haar moeder Kasteel Geulle.

## Duiding van Frans Xaver aan de vooravond van de Franse Revolutie
In de twee tegengestelde militaire carrières van de twee zonen volgt hoe edellieden keuzes maakten bij het Franse einde van de Oostenrijkse Nederlanden. Beide zonen van Frans Xaver hadden een militaire Oostenrijkse opleiding in dezelfde familietraditie. De oudste zoon kantelde naar het pro-Napoleontische kamp uit lijfbehoud van zijn Rijnlands vorstendom Hohenzollern-Hechingen, terwijl de jongste zoon trouw bleef aan de militaire traditie van het "verre" Wenen.